# 起死回生STORY
「起死回生STORY」（きしかいせいストーリー）は、THE ORAL CIGARETTESの1枚目のシングルであり、2014年7月16日に発売された。

## 解説
THE ORAL ClGARETTESのメジャーデビューシングル。
初回生産限定盤付属のDVDには「オーラルナイトニッポン特別編～メジャー１発目は派手にやるぜの巻～」2014/3/21 HighAppsから「逆恨み小僧」「N.I.R.A」を収録、そして唇フェスツアー2014東京公演から「Mr.ファントム」とそのドキュメンタリーが収録されている。

## 収録内容
全作詞・作曲 : 山中拓也　全編曲 : THE ORAL ClGARETTES
1. 起死回生STORY
2. N.I.R.A
3. 出会い街
4. See the lights